# Brachiazione
La brachiazione (dal latino brachium, braccio) è una modalità di locomozione animale, sviluppatasi nei mammiferi ed in particolare tra i primati, che sfrutta principalmente gli arti anteriori o toracici.

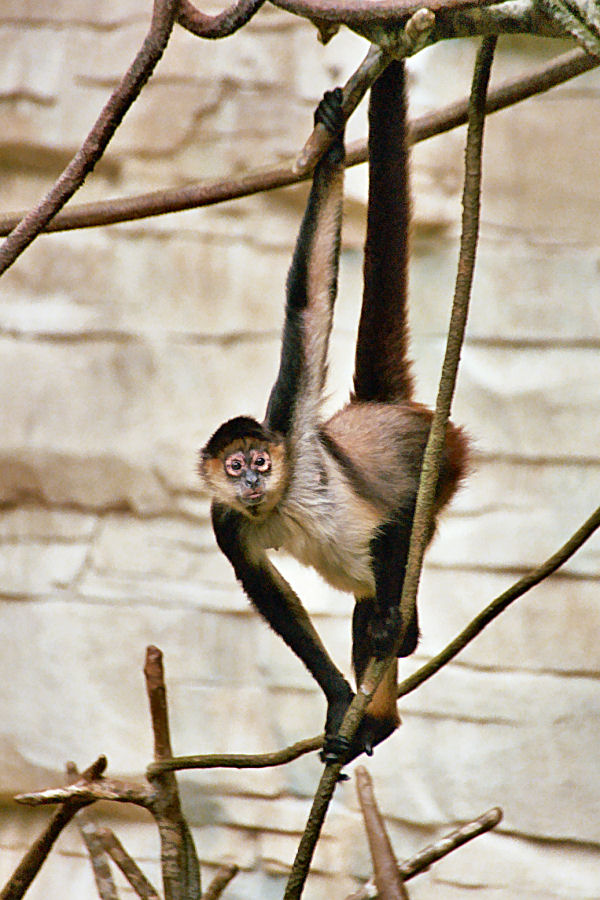
La brachiazione è una modalità di locomozione particolarmente sviluppata tra le scimmie antropomorfe e gli Atelidi.

La brachiazione è caratteristica dei primati, in maniera particolare delle scimmie antropomorfe e in una certa misura anche degli Atelidi (brachiazione assistita per l'uso della coda prensile) e origina da una precisa strategia di difesa in quanto permette la ricerca del cibo ed altre attività senza la necessità di scendere al suolo, sottraendosi ai relativi pericoli.
Non tutte le scimmie si sono specializzate in questo genere di movimento. Molti gruppi sia di scimmie catarrine che di scimmie platirrine si limitano a camminare sui rami degli alberi. La brachiazione vera e propria prevede specifiche modificazioni anatomiche che permettano la circumduzione del braccio.  Oltre alla presenza della clavicola, allungata, presente comunque originariamente in tutto il relativo superordine, che permette un collegamento più flessibile dell'arto anteriore al cinto toracico, è fondamentale la forma circolare dell'articolazione. Altra necessaria modificazione consiste nell'avere zampe anteriori prensili, o per opponibilità del pollice o per sviluppo di artigli (caso questo dei non antropomorfi).
Esistono diversi gradi di brachiazione, come pure diversi distribuzioni temporali della brachiazione nelle diverse specie, anche in quelle non tradizionalmente considerate brachiatorie. Mentre la possibilità di brachiazione è elemento comune in molti primati, sono considerati animali brachiatori gli Hylobatidae (gibboni e siamanghi), per l'utilizzo predominante di questa modalità, e per l'elevatissima efficienza raggiunta (velocità superiori ai 50 km/h).